# Valdina
Valdina település Olaszországban, Szicília régióban, Messina megyében. Lakosainak száma 1257 fő (2023. január 1.). Valdina Roccavaldina, Torregrotta és Venetico községekkel határos.

## Népesség
A település lakossága az elmúlt években az alábbi módon változott:
| Lakosok száma | 1337 | 1322 | 1257 |
|               | 2017 | 2018 | 2023 |